# Diadasia mexicana
Diadasia mexicana là một loài Hymenoptera trong họ Apidae. Loài này được Timberlake mô tả khoa học năm 1956.